# Zhu Yongxin
Zhu Yongxin (朱勇鑫S; 8 gennaio 2004) è un tuffatore cinese.

## Biografia
Nel 2025, ai campionati mondiali di nuoto di Singapore, ha vinto la medaglia d'oro nel sincro 10 metri misto.

## Palmarès
- Mondiali

Singapore 2025: oro nel sincro misto 10m